# Wojciech Jacobson
Wojciech Jacobson (ur. 8 października 1929 w Toruniu) – polski chemik, żeglarz; od 1949 – członek Jacht Klubu AZS w Szczecinie, uczestnik regat, szkoleń, rejsów oceanicznych, w tym historycznego rejsu na Vagabond II przez Przejście Północno-Zachodnie, od 1965 – kapitan jachtowy, członek honorowy Polskiego Związku Żeglarskiego (2004) oraz Akademickiego Związku Sportowego, członek Bractwa Wybrzeża i Rady Programowej Polskiej Fundacji Morskiej.

## Życiorys
Urodził się w Toruniu. W dzieciństwie żeglował po Wiśle, wraz z ojcem i starszymi braćmi (najstarszy należał do Akademickiego Związku Morskiego RP); mieli własny jacht mieczowy. Po ukończeniu szkoły w Poznaniu studiował chemię na Politechnice Szczecińskiej, która – w pierwszych latach po II wojnie światowej – była Szkołą Inżynierską. Stopień inżyniera uzyskał w roku 1952, wraz z drugim rocznikiem absolwentów niedawno utworzonego Wydziału Chemii SI (59 osób, m.in. żona Jerzego Szmida, twórcy i pierwszego dziekana tego Wydziału). Studia magisterskie podjął, gdy SI przekształcono w Politechnikę. Magisterium uzyskał w roku 1961, po czym rozpoczął pracę na macierzystym Wydziale, gdzie zajmował się chemią organiczną (do emerytury). Od 1949 roku należał do Jacht Klubu AZS w Szczecinie, w którym zdobywał kolejne stopnie żeglarskie. Stopień jachtowego kapitana żeglugi wielkiej uzyskał w roku 1965.
Początkowo żeglował na jeziorach i morskich wodach wewnętrznych. Pierwszy rejs oceaniczny odbył po skończeniu 40 roku życia. Wziął udział w wyprawach, które mają istotne miejsce w historii żeglarstwa, m.in. w wędrówkach żeglarskich Ludomira Mączki na Marii (w tym w pierwszym rejsie ze Szczecina do Callao w Peru, 1973–1974), w historycznym rejsie Vagabond II przez Przejście Północno-Zachodnie (wspólnie z Ludomirem Mączką i Januszem Kurbielem, 1985–1988), przejściu przez Cieśninę Magellana (1993), opłynięciu przylądka Horn (2001). Przebył łącznie ponad 255 tys. mil morskich. Wielokrotnie otrzymywał wysokie odznaczenia żeglarskie.

## Rejsy

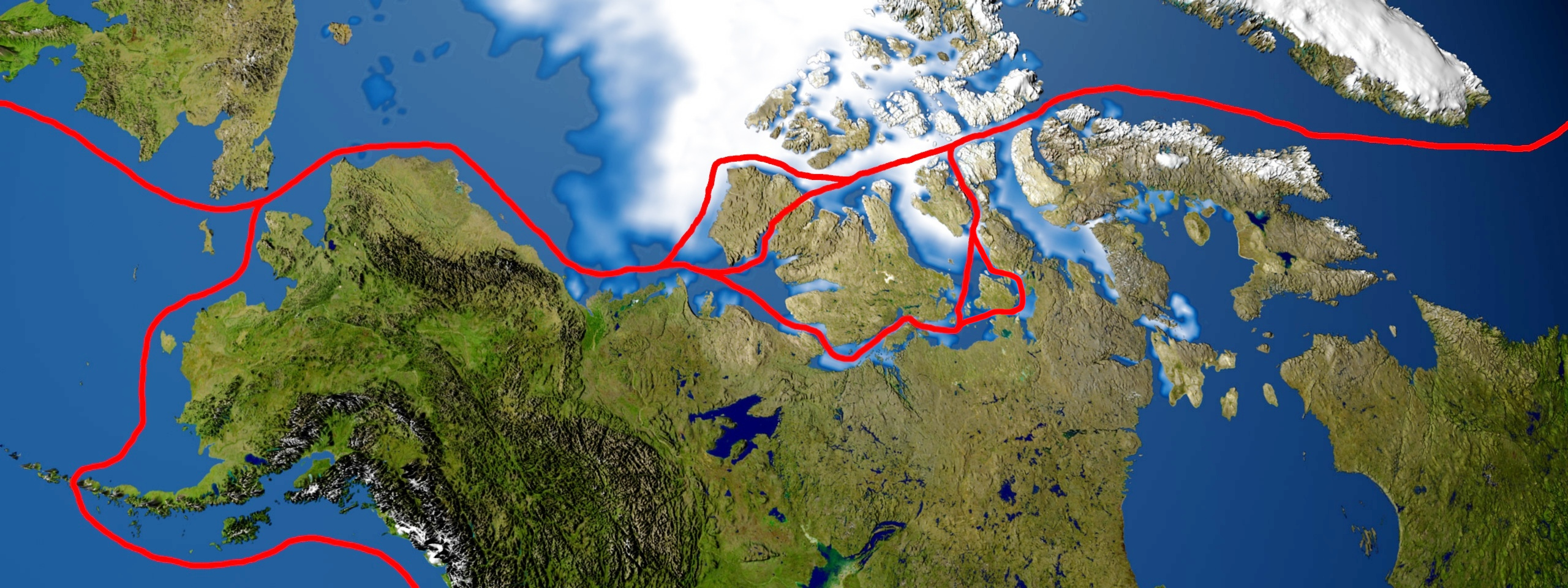
Archipelag Arktyczny i Przejście Północno-Zachodnie (zob. Rejs Vagabonda II przez Przejście Północno-Zachodnie)

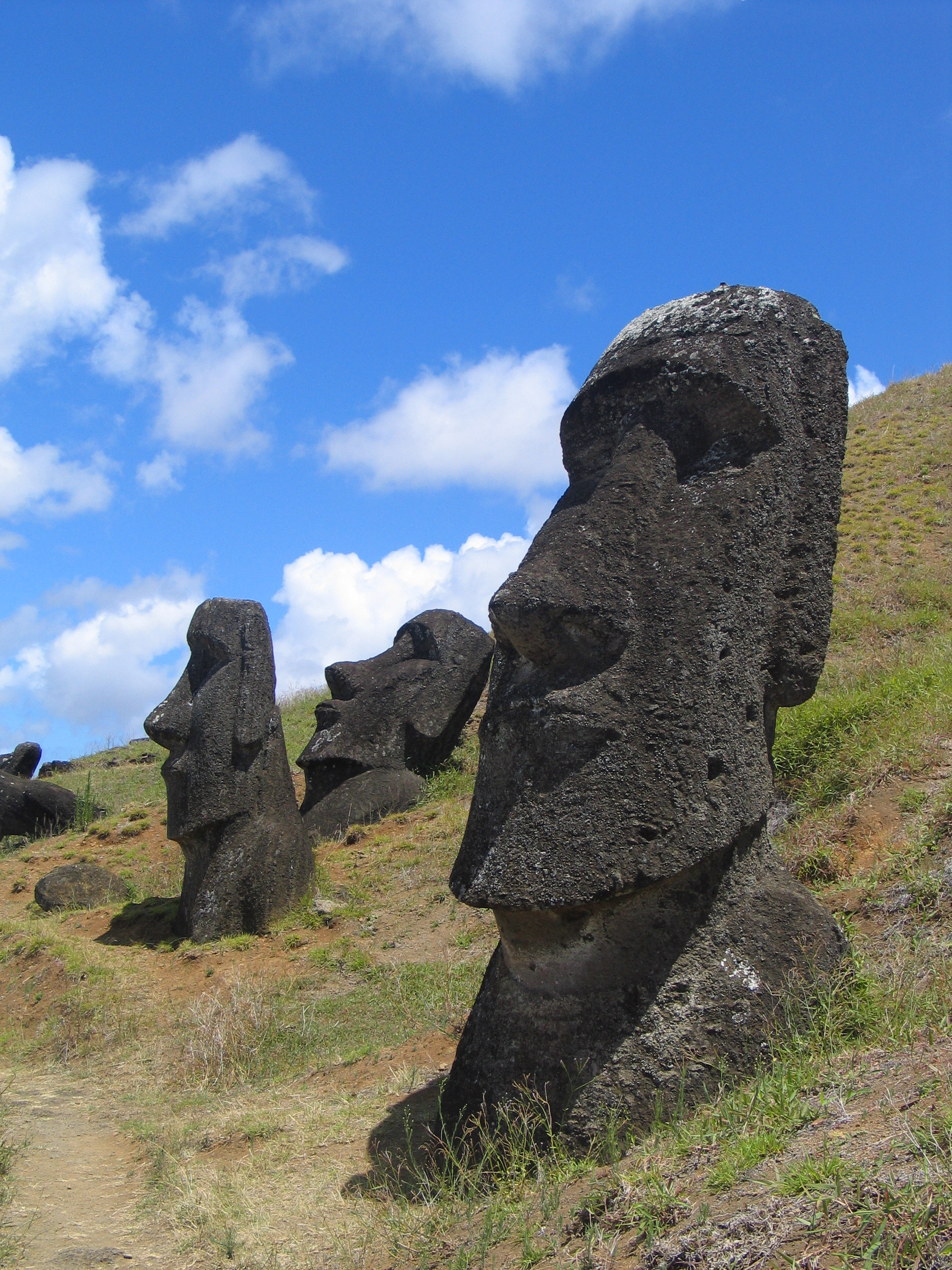
Moai na Wyspie Wielkanocnej

Spośród wielu rejsów Wojciecha Jacobsona wyróżniane są:
- 1973–1974 – rejs ze Szczecina do Callao w Peru z Ludomirem Mączką na „SY Maria” (z wypadami lądowymi m.in. na Wyżynę Gujańską i w Andy),
- 1976 – udział w The Cutty Sark Tall Ships' Races („Operacja Żagiel” z okazji 200-lecia Stanów Zjednoczonych): rejs do USA na s/y Polonez (kpt. Krzysztof Baranowski) i powrotny na SV Dar Pomorza (kpt. Kazimierz Jurkiewicz),
- 1980 – udział w akcji przeprowadzania przez I. Gieblewicza (Chicago) historycznego jachtu „Dal” ze Stanów Zjednoczonych, do Centralnego Muzeum Morskiego w Gdańsku[6]
- 1982 – udział w The Cutty Sark Tall Ships’ Races na STS Pogoria (kpt. Andrzej Marczak), w tym w opracowaniu taktyki, która doprowadziła do zdobycia III miejsca w klasie wielkich żaglowców,
- 1983–1984 – żegluga z Ludomirem Mączką na „Marii” (wybrzeża Urugwaju, Brazylii i Gujany Francuskiej, rzeka Comté) i powrót do Hawru,
- 1985–1986 – rejs z Hawru do Vancouver na s/y Vagabond II z Ludomirem Mączką i córką, Magdą (przygotowania do pierwszego przebycia „Drogi Północnej” z zachodu na wschód),
- 1986–1988 – Rejs Vagabonda II przez Przejście Północno-Zachodnie z Vancouver do Brestu (z L. Mączką i J. Kurbielem)[7]
- 1988–1999 – rejsy na STS „Pogoria” i STS „Concordia”, m.in. przez Cieśninę Magellana (1993) oraz do wysp na Oceanie Indyjskim i Pacyfiku, w tym czterokrotnie do Wyspy Wielkanocnej (współpraca z kanadyjską Class Afloat) (szkoła pod żaglami West Island College, Montreal),
- 2001 – rejs West Island College na STS „Concordia” na trasie Wyspa Wielkanocna – Ushuaia – obejście przylądka Horn (zamknięcie pętli wokół obu Ameryk).

## Publikacje (wybór)
Jest autorem wielu materiałów szkoleniowych i artykułów w fachowej prasie oraz autorem lub współautorem wydawnictw książkowych:
- „Marią do Peru”, 1976 (autor)[8],
- „Z Marią przez życie i oceany”, 2000 (autor: Jan W. Zamorski; W. Jacobson – korekta merytoryczna, komentarze i uzupełnienia)[9],
- „Mam na imię Ludomir” (współautor, z Maciejem Krzeptowskim, 2008[10].
- „Od równika do bieguna, czyli Marią do Hawru… i dalej”, 2022 (autor; Szczecin, Estimark; ISBN: 978-83-965800-0-9)

## Nagrody i wyróżnienia[2][3]
- Rejs Roku – Srebrny Sekstant (1985, 1988 – wraz z Ludomirem Mączką i Januszem Kurbielem)[5]
- 1989 – nagroda Grotmaszta Bractwa Kaphornowców[5]
- 1998 – Derek Zavitz Memorial Award (nagroda przyznawana przez kanadyjskich studentów osobom, których postawa uznana została za godną naśladowania)[5]
- 1999 – tytuł Honorary First Mate z okazji zakończenia współpracy z Class Afloat
- 2008 – członkostwo rady programowej Polskiej Fundacji Morskiej
- 2009 – Conrady – Indywidualności Morskie 2009
- 2010 – „Nagroda Chwały Mórz”, czyli „Topora Bojowego” przyznana przez Braci Wybrzeża
- 2011 – tytuł „Ambasador Szczecina”[11][12]
- tablica w Alei Żeglarzy w Nowym Warpnie[13]
- 2000–2010 – miejsce w kapitule Kolosów[3][5]
- 2016 – Super Kolos za całokształt dokonań i wybitny wkład w rozwój polskiego żeglarstwa[14]
- członkostwo Bractwa Wybrzeża i członek honorowy Polskiego Związku Żeglarstwa i Akademickiego Związku Sportowego[5]